# Fissidens subulatus
Fissidens subulatus är en bladmossart som beskrevs av Mitten 1869. Fissidens subulatus ingår i släktet fickmossor, och familjen Fissidentaceae. Inga underarter finns listade i Catalogue of Life.